# Zuid-Afrikaans cricketelftal (mannen)
Het Zuid-Afrikaans cricketelftal of The Proteas is het nationale cricketteam van Zuid-Afrika. Het is een van de beste landen ter wereld en kreeg in 1889 de status van testnatie, als derde ter wereld. 

## Geschiedenis

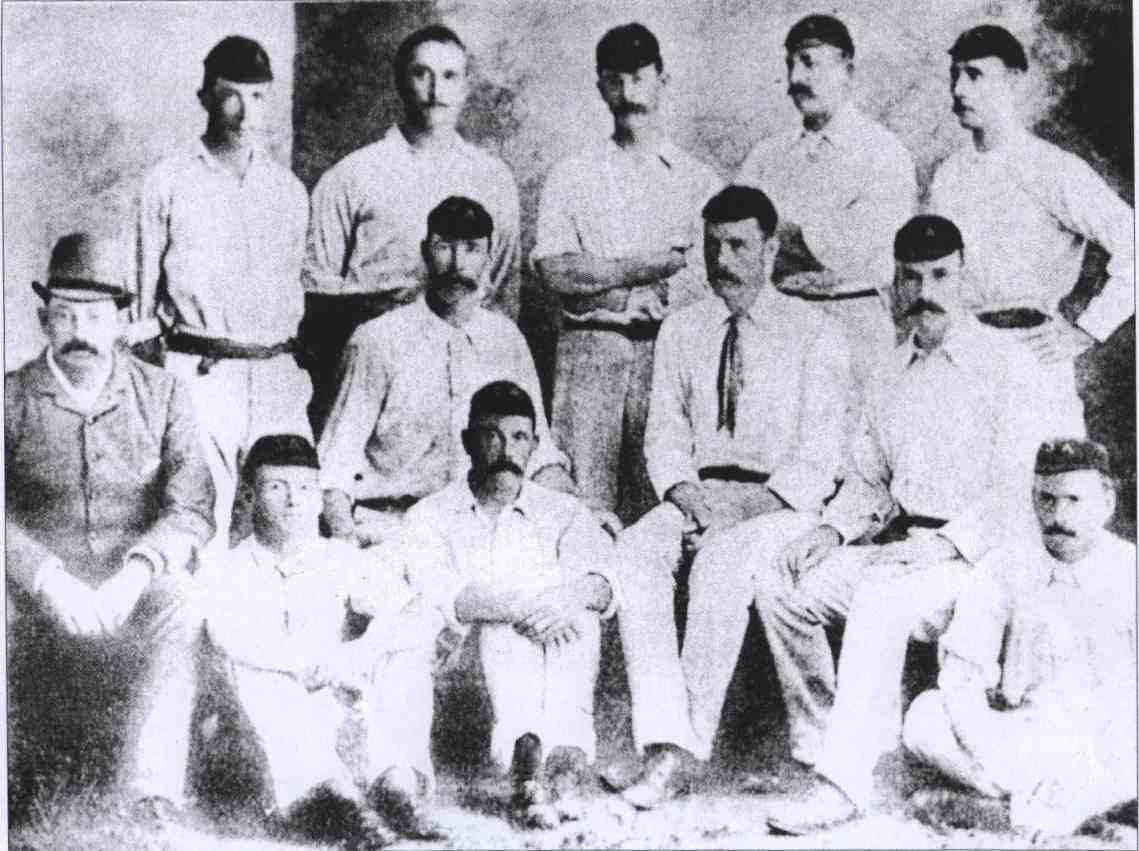
Het team dat in 1889 de eerste Testwedstrijd speelde

In 1889 werd in Port Elizabeth de eerste testwedstrijd gehouden tussen Zuid-Afrika en Engeland. De eerste One Day International (ODI), de eendaagse interland, werd echter pas eind 1991 gespeeld tegen India in Calcutta. De ODI's worden pas vanaf 1970 gehouden en door de apartheid in Zuid-Afrika, was het land van 1970 tot 1991 uitgesloten van internationaal cricket. Het land was niet lid van de ICC en andere landen weigerden tegen Zuid-Afrika te spelen. Vanaf 1992 werden er weer testwedstrijden gehouden. Ondanks de afwezigheid van ruim 20 jaar was Zuid-Afrika nog altijd een van de beste cricketlanden in de wereld en op hun eerste WK reikte het land tot de halve finale.

## Successen

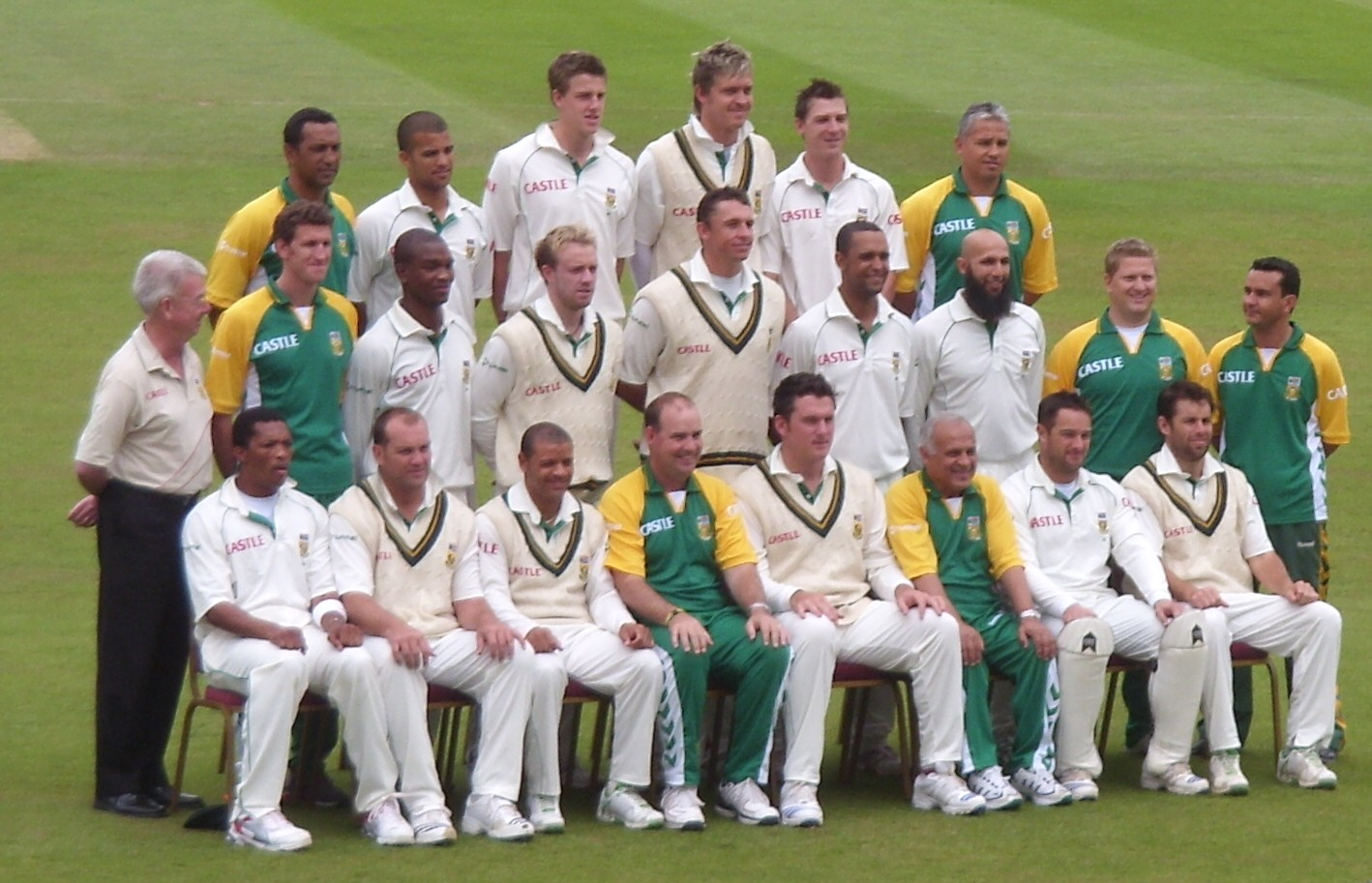
Het Zuid-Afrikaans team in 2008

De eerste uitgave van de ICC Champions Trophy, toen nog de ICC Knockout genoemd, en te vergelijken met een tweede wereldkampioenschap, werd door Zuid-Afrika gewonnen in 1998. In de finale werden de West Indies verslagen. Dit was de eerste grote toernooi overwinning van de Proteas in het internationale cricket. In hetzelfde toernooi werd nog vier keer de halve finale gehaald. De enige keer dat de sport op het programma van de Gemenebestspelen stond, won Zuid-Afrika. 
Anno 2019 is de halve finale tot vier keer toe de beste prestatie op een wereldkampioenschap cricket geweest. Op het wereldkampioenschap Twenty20 was het twee keer halvefinalist.

## Resultaten op internationale toernooien

### Wereldkampioenschap
| 1975-1987 · Geen deelname 1992 · Halve finale 1996 · Kwartfinale | 1999 · Halve finale 2003 · Eerste ronde 2007 · Halve finale | 2011 · Kwartfinale 2015 · Halve finale 2019 · Eerste ronde |

### Wereldkampioenschap Twenty20
| 2007 · Tweede ronde 2009 · Halve finale | 2010 · Tweede ronde 2012 · Tweede ronde | 2014 · Halve finale 2016 · Tweede ronde |

### Wereldkampioenschap testcricket
| 2021 · Onderweg |

### Overige belangrijke toernooien
| ICC Champions Trophy | ICC World Cup Qualifier (ICC Trophy)       | Gemenebestspelen |
| --- | ------------------------------------------ | ---------------- |
| - 1998: Winnaar - 2000: Halve finale - 2002: Halve finale - 2004: Eerste ronde - 2006: Halve finale - 2009: Eerste ronde - 2013: Halve finale - 2017: Eerste ronde | - 1979-2018: Direct voor WK gekwalificeerd | - 1998: Winnaar  |